# San Isidro (Quillota)
San Isidro o más conocido localmente como Escuela de Caballería es una localidad situada en la Comuna y Provincia de Quillota, dentro de la Región de Valparaíso, a 2,4 km de Quillota (La ciudad más cercana) y a 4,2 km de Las Palmas al igual que es conectada por la Ruta F-382 y F-310, el sector donde está ubicada la localidad principalente esta ocupado por Parcelas. Según el Instituto Nacional de Estadísticas cuenta con una población de 105 habitantes.

## Geografía
La geografía de San Isidro se compone por un suelo de uso agrícola, esto potenciado por la geomorfología del lugar, donde prevalece los valles fluviales del Río Aconcagua, además, cuenta con un clima semi-templado.